# 白紋裸蟾魚
白紋裸蟾魚（学名：Batrichthys albofasciatus），為輻鰭魚綱蟾魚目蟾魚科的其中一種，分布於東南大西洋的南非海域，體長可達12公分，為底棲性魚類。